# 松平吉綱
松平 吉綱（まつだいら よしつな）は、江戸時代前期の武士。
元和9年（1623年）に松平信綱の次男として生まれる。慶安3年（1650年）6月4日（6月5日とも）に28歳で死去した。死後、家臣の坂部九太夫と西野五兵衛が殉死した。平林寺の吉綱の墓の両脇に両名の墓碑がある。